# جوليس روسينيول
جوليس روسينيول (بالفرنسية: Jules Rossignol)‏ هو مبارز بالسيف فرنسي، ولد في 24 نوفمبر 1869 في Villefranche-d'Albigeois ‏ في فرنسا، وتوفي في 4 أغسطس 1955.

## وصلات خارجية
- جوليس روسينيول على موقع أوليمبيديا (الإنجليزية)